# Trichophryidae
Famille
Synonymes
- Actinobranchiidae
- Caprinianidae [pour Capriniidae]
- Marinectidae
- Mucophryidae
- Peltacinetidae
- Staurophryidae[1]

Les Trichophryidae sont une famille de Ciliés de la classe des Kinetofragminophora et de l’ordre des Suctorida.

## Étymologie
Le nom de la famille vient du genre type Trichophrya, dérivé du grec ancien θριξ / thrix), « cheveu, poil, soie, cil », et de οφρύς / ophrýs, « sourcil ⇒ cil ⇒ cilié », littéralement « cilié hérissé de poils ».

## Description
Les Trichophryidae sont de petite taille (< 80 μm). Leur trophonte est aplati, attaché au substrat par une large partie du corps ou une protubérance du corps mais sans pédoncule. Quelques formes loriquées, principalement à lorique muqueuse. Les tentacules sont capités ou en forme de bâtonnet, parfois disposés en rangées ou en fascicules.
Les essaims sont discoïdes, aplatis, à cinéties équatoriales. Le macronoyau est ellipsoïde, rubané ou ramifié. Un micronoyau est présent. Ils peuvent avoir plusieurs vacuoles contractiles.

## Habitat
Les Trichophryidae vivent aussi bien dans des habitats marins que d'eau douce comme ectocommensaux sur les invertébrés et vertébrés aquatiques, certains se trouvant sur les branchies des poissons.

## Liste des genres
Selon GBIF (1er juin 2023) :
- Actinobranchium Jankowski, 1967
- Paramucophrya Chen, Song & Hu, 2005
- Platophrya Gönnert, 1935
- Tetraedrophrya Zykoff, 1902
- Trichophrya Claparède & Lachmann, 1859
  - Genres synonymes : 
    - Acinete,
    - Capriniana Strand, 1928,
    - Lernaeophrya Pérez, 1903,
    - Peltacineta, Yankovskii, 1978
    - Phagobranchium, Jankowski, 1967
    - Testudinicola Jankowski, 1978.

  - Espèce type : Trichophrya epistylidis Claparède & Lachmann, 1859

Selon Lynn (2008).
- Anarma Jankowski, 1981
- Brachyosoma Batisse, 1975
- Capriniana Strand, 1928 (subj. syn. Trichophrya)
- Marinecta Jankowski, 1973
- Mucophrya Gajewskaja, 1928
- Paramucophrya Chen, Song, & Hu, 2005
- Peltacineta Jankowski, 1978
- Rhizobranchium Jankowski, 1981
- Staurophrya Zacharias, 1893
- Tetraedrophrya Zykoff in Dovgal, 2002
- Trichophrya Claparède & Lachmann, 1859

## Systématique
Le nom valide de ce taxon est Trichophryidae Fraipont, 1878.